# توني سميث (لاعب كريكت)
توني سميث (15 أغسطس 1961 في المملكة المتحدة - ) (بالإنجليزية: Tony Smith)‏ هو لاعب كريكت بريطاني. لعب مع المقاطعات الوطنية للكريكيت الإنجليزي والويلزي ‏.

## وصلات خارجية
- أنتوني سميث على موقع إي آس بي آن كريك إنفو (الإنجليزية)